# François Rollinat
Pour les articles homonymes, voir Rollinat.
François Rollinat, né le 13 juin 1806 à Argenton-sur-Creuse et mort le 13 août 1867 à Châteauroux, est un homme politique français.

## Biographie

### La personnalité
Né dans une famille lettrée originaire d'Argenton-sur-Creuse, il étudie le droit et est à 22 ans avocat à Châteauroux. Son père, Jean-Baptiste Rollinat, avocat le plus réputé de Châteauroux, intelligent, brillant, joyeux mais joueur, insouciant et fantasque, lui transmet bientôt son cabinet, à charge de prendre en mains l'éducation de ses onze frères et sœurs. François Rollinat mène dès lors une vie difficile, entre ses affaires qui absorbent son temps, ses responsabilités familiales et les soucis d'argent qui vont de pair. Son humeur devient sombre et neurasthénique mais, dès qu'il peut disposer de temps libre, il retrouve le tempérament joyeux et bon vivant de son père. 

### L'amitié avec George Sand
Cette personnalité complexe fascine George Sand qui le rencontre en 1831 à Nohant où il a été invité avec son père, et elle trouve en lui une sorte de double. Ils se lient d'une amitié romantique et le resteront toute la vie. François a une extraordinaire capacité d'écoute, renforcée par une affection probablement amoureuse mais chaste, et George peut faire défiler à loisir ses émotions et le récit de ses liaisons. Elle lui écrit : Je ne t'ai pas trouvé supérieur à moi, par nature, sans cela j'aurais conçu pour toi cet enthousiasme qui conduit à l'amour. François la visite à Nohant et dans sa maison de Gargilesse. Elle va le voir à Châteauroux et à Bel-Air près d'Argenton. Quand ils sont éloignés, ils s'écrivent. 
Ils ont ainsi échangé une importante correspondance, dont une large partie a été publiée. Georges Lubin a référencé soixante-douze lettres envoyées par George Sand à François Rollinat. La première lettre dans la Correspondance est de 1831. George Sand a fait de son ami, qu'elle appelait Pylade, des portraits très développés et attachants dans plusieurs de ses livres,. Elle écrit : Avec lui et pour lui, je fis le code de la véritable et sainte amitié, d'une amitié à la Montaigne,  toute de choix, d'élection et de perfection. Cela ressembla d'abord à une convention romanesque, et cela a duré vingt-cinq ans, sans que la sainte couture se soit relâchée un seul instant, sans qu'un doute ait effleuré la foi absolue que nous avons l'un dans l'autre, sans qu'une exigence, une préoccupation personnelle aient rappelé à l'un ou à l'autre qu'il était un être à part, une existence différente de l'âme unique en deux personnes. 
François Rollinat est dédicataire de la cinquième Lettre d'un voyageur et de Un hiver à Majorque. L'avant-propos de François le Champi et la préface de La petite Fadette ont la forme de dialogues avec François Rollinat. 
Après sa mort, George Sand viendra en aide à son frère Charles Rollinat qui avait "passé trente ans dans le professorat en Russie"

### Le député de la Deuxième République
François Rollinat est républicain. Il est adjoint au maire de Châteauroux quand la monarchie orléaniste s'effondre. Il se présente aux élections de l'Assemblée nationale constituante en avril 1848 et est élu représentant de l'Indre, 7e des élus, par 24 374 voix sur 60 569 votants. Il a 41 ans. Il est réélu le 13 mai 1849, représentant de l'Indre à l'Assemblée nationale législative, 5e et dernier, par 23 924 voix sur 50 138 votants, un score proportionnellement meilleur que celui de l'année précédente malgré la lame de fond du Parti de l'ordre,. Ses deux mandats à Paris vont lui permettre de trouver une nouvelle vie intellectuelle qui correspond à ses aspirations.
Il siège à gauche mais où se classe-t-il ? C'est certainement un républicain de la veille mais il n'est ni radical ni socialiste et siège parmi les opposants modérés. Il va jouer un rôle actif à l'Assemblée, au comité des affaires étrangères dont il est membre et dans tous les grands débats politiques de la Deuxième République. Il prend ainsi parti, avec la minorité démocratique, contre la poursuite de Louis Blanc et du préfet de police  Caussidière devant la Haute cour de justice de Bourges, pour l'ordre du jour en faveur de Cavaignac, pour l'abolition de la peine de mort, pour l'amendement Grévy qui s'oppose à l'élection du président de la République au suffrage universel. François Rollinat s'oppose aussi à l'expédition de Rome contre les Républicains italiens, à l'interdiction des clubs, aux restrictions de la liberté de la presse et en particulier au cautionnement obligatoire, à la loi Falloux trop favorable à l'enseignement catholique, à la loi du 31 mai 1849 restreignant le suffrage universel. Il vote pour l'amnistie, pour la réduction de l'impôt sur le sel et la suppression de l'impôt sur les boissons.
Après le coup d'État du 2 décembre 1851 et la dissolution de l'Assemblée, le républicain François Rollinat ne voit plus d'espoir de poursuivre sa carrière politique. Il retrouve à Châteauroux sa vie professionnelle qui lui parait toujours grise mais aussi sa proximité avec George Sand et la poursuite de leur amitié. Il meurt brusquement à l'âge de 61 ans et repose au cimetière Saint-Denis de Châteauroux,.
Il a eu deux fils, Émile Rollinat (1843-1876), capitaine d'infanterie, qui s'est suicidé, et Maurice Rollinat (1846-1903) dont l'œuvre poétique quelquefois tourmentée a été très inspirée par la personnalité de son père et sa jeunesse à Bel-Air.

## Portrait
- Portrait au crayon noir par George Sand, 1833[21]